# Mycetophila mapuchesi
Mycetophila mapuchesi är en tvåvingeart som beskrevs av Duret 1986. Mycetophila mapuchesi ingår i släktet Mycetophila och familjen svampmyggor. Inga underarter finns listade i Catalogue of Life.